# Зайчик (роман)
Зайчик — роман Мони Авад, що вийшов у Сполучених Штатах 2019 року у видавництві Viking Press. Це другий роман письменниці, він вийшов через три роки після її першої книжки «13 способів поглянути на товсту дівчину». Права на фільм викупила компанія Bad Robot Productions.

## Передісторія
Головна героїня історії — Саманта Маккі, студентка магістратури з образотворчого мистецтва та творчого письма. Саманта прибуває до невеликого Ворренського університету гуманітарних наук Нової Англії по стипендії.

## Структура

### Університет
Саманта помічає, що ідилічна територія університету різко контрастує з бідністю навколишньої громади. На території університету є не лише озеро з лебедем, але й вона кишить переважно чорними кроликами. Назва університету, Воррен, і назва книги, Зайчик, безсумнівно, є частиною навмисної жартівливої гри слів, що проходить через увесь твір. Саманта сприймає інших студентів, які зазвичай походять із багатих сімей, як фальшивих і віддає перевагу товариству власної уяви, замість спілкування з однолітками. Навчання Саманти в коледжі виходить з-під контролю вже в перший рік її магістратури з образотворчого мистецтва, коли, відчайдушно прагнучи визнання, вона чіпляється за свого наукового керівника, зав’язуючи з ним дуже близькі стосунки. Вона почувається використаною й розгубленою, коли він без пояснень розриває їхні стосунки. Що гірше — у неї розвивається творча криза.

### Ава
Одного ранку Саманта сидить на самоті на лавці біля озера й спостерігає за самотнім лебедем, коли раптом поруч з'являється дівчина-панк Ава з сигаретою, що звисає з губ. Її обличчя вкрите чорною вуаллю, яку вона називає «сучою завісою». Ава, як і Саманта, зневажає Ворренський університет і дівчата швидко стають друзями. Вони вважають банальні фрази, якими сиплять на періодичних майстер-класах і у студентських рецензіях знуджені викладачі, нестерпними, а Ава просто хоче «спалити це місце дотла».

### Зайчики
Особливим об’єктом їх глузувань є четверо інших студенток у класі творчого письма Саманти. Всі дівчата з багатих сімей і називають одна одну «зайчиками». Вони постійно обіймаються і закінчують речення одна за одну. Вони одягаються в нудотно милі сукні із зображеннями кошенят, веселок і єдинорогів та їдять у ресторані, де пропонують крихітну їжу, наприклад, мінігамбургери. Здається, що ці дівчата рухаються, як одна жива істота, і Ава придумує для них принизливий термін «бонобо».

### Smut Salon
Однак на Саманту чекають кардинальні зміни, коли вона отримує запрошення на Smut Salon — зібрання, яке може бути водночас майстер-класом і перформансом, у домі однієї з «зайчиків». Хоча Саманта зневажає дівчат, вона не може встояти перед запрошенням. Під час майстерні вживають наркотики та, схоже, відбувається ритуальне жертвопринесення чорного кролика. Саманту пригощають особливими коктейлями, можливо, з додаванням крові кролика. На той момент вона вже перебуває під дією наркотиків і не впевнена, чи справді стала свідком, чи лише мала галюцинації про секс та вбивство, пов’язані з пізнім гостем — хлопцем в одній шкіряній рукавичці. Вона потрапляє під вплив «зайчиків», які заплітають її волосся в хитромудру зачіску з болісних вузлів і запевняють, що все це — частина «Творчого процесу». Її стосунки з єдиною справжньою подругою Авою стають передбачуваною жертвою.

## Критичне прийняття
Згідно з Book Marks, книжка отримала консенсус «захопливий» на основі дванадцяти критиків: вісім «захопливих» і чотири «позитивних».
TIME, Vogue, Electric Literature та New York Public Library назвали «Зайчик» найкращою книгою 2019 року. У The Washington Post Енн Бауер написала: «Авад — геній, якщо розглядати її письмо рядок за рядком», хоча слід зауважити, що книга поєднує в собі кілька жанрів: «Казка. Горор. Сатира. Метапроза. Усе це майстерно нашаровується в «Зайчику», з грайливими відсиланнями до Керрі, Смертельного потягу, грецьких міфів і мультфільмів про про Діснеївських принцес.
Огляд Los Angeles Times зосереджується на сценах, де «Зайчики» намагаються забезпечити співпрацю Саманти в проєкті, який вони описують як «експериментальний», «орієнтований на виконання», «міжтекстуальний» і врешті-решт зупиняються на «гібриді», що, на думку Саманти, є «тим, що ти називаєш чимось, коли просто вже не знаєш, що робиш». Рецензент продовжує: «Сцени, в яких Саманта та її одногрупниці обговорюють свої проєкти, будуть добре знайомі кожному, кому довелося пройти майстерню творчого письма, наповнену радісно претензійними потенційними авторами».
Маргарет Етвуд, авторка класичного роману-антиутопії «Оповідь служниці», назвала Мону Авад, авторку «Зайчика», своєю літературною спадкоємицею та деякий час була прихильницею роману. Етвуд назвала «Зайчик» формою готичної сатири, яка є водночас смішною та жахливою.

## Переклад українською
2024 року у видавництві «Жорж» вийшов український переклад роману. Перекладачка — Ганна Литвиненко.

### Рецензії українською
- Софія Богуславець. «Стрибнути за зайчиком у вир експерименту». Рецензія на роман «Зайчик» Мони Авад